# 板戸井
板戸井（いたとい/Itatoi）は、茨城県守谷市の地名。旧北相馬郡板戸井村。郵便番号は302-0101。

## 地理
守谷市北部に位置する。地域の中心に鬼怒川が流れ、地域内を県道野田牛久線が通り、新守谷駅前通りの終点となっている。地域内には北守谷公民館がある。地域の中央を鬼怒川が流れていることから、鬼怒川の東を通称「東板戸井」、西を「西板戸井」と呼ぶ。
東は松前台、西は常総市菅生町・野田市木野崎、南は大木・薬師台、北は常総市内守谷町と接している。

### 河川
- 鬼怒川 - 地域の中央を流れる一級河川。かつて鬼怒川は当地を通っていなかったが、利根川東遷事業の一環で掘削された。掘削による河川のため、下流に位置するにもかかわらず台地の間を貫いている。

## 歴史
当地域は、古くは守谷郷に属し、全域が下総国相馬郡板戸井村となっていた。
元は鬼怒川は流れていなかったが、鬼怒川掘削のために働いていた内守谷村の人夫が1625年（寛永2年）に土砂崩れで死亡した記録があることから、それ以前に鬼怒川の掘削が始まっていたと推測され、1634年（寛永11年）ごろ掘削が完成し、現在のように地域内に鬼怒川が流れるようになったと考えられている。1637年（寛永14年）頃は一色忠次郎の知行所であり、「下総国相馬郡板戸井村差出帳」によると、1669年（寛文9年）から1694年（元禄7年）にかけて計4回行われた検地の全てで一色氏の知行所となっており、1699年（元禄12年）の第五回検地においては牧野備前守の所領となっている。
江戸末期には代官小笠原甫三郎及び田安領となっており、1706年（宝永3年）の「板戸井村書上帳」によると　民家108軒、人口555人の村となっていた。また、少なくとも幕末には名主が鬼怒川以東と鬼怒川以西に1人ずつ存在した。
「旧高旧領取調帳」によると、幕末には田安領（712石8斗3升5合）と幕府領（12石8斗8升9合）となっており、幕末より下総野鎮撫府、下総知事県の管轄となり、1869年（明治2年）には葛飾県、1871年（明治4年）には印旛県の管轄となり、1873年（明治6年）の大区小区制では第十四大区六小区となったが、これは本来は仮定であり、実地不便の向きもあるということを理由に第五大区七小区へと再編されている。また、同年千葉県となる。1875年（明治8年）には千葉県から茨城県に移管され、第九大区二小区となる。1878年（明治11年）の郡区町村制で大区小区の区分けは廃止され、同時に相馬郡が利根川を境に南相馬郡と北相馬郡に分離し、北相馬郡板戸井村となる。1889年（明治22年）3月1日には同じ北相馬郡の大木村、大山新田、立沢村と合併し、板戸井は大井沢村の大字となり、1955年（昭和30年）3月1日には同じく北相馬郡守谷町、大野村、高野村と合併し、守谷町の大字となる。1976年（昭和51年）5月より、地域の北端を日本住宅公団（現:都市再生機構）が「常総ニュータウン北守谷」（開発中の名称は「公団北守谷団地」などで、開発後期より街開き後しばらくまでは「常総ニュータウン守谷」と呼ばれていた）として開発し、1985年（昭和60年）5月には松前台五～七丁目、薬師台二丁目～七丁目として分離した。2002年（平成14年）2月2日の守谷市の市制施行により、守谷市の大字として現在に至る。

### 地名の由来
承平、天慶年間（931 - 946年）に平将門が東国に兵を起こした時、相馬地方に七つの井戸を掘って万一の場合の飲み水に備えたという伝説が残っており、その伝説により「板戸井」（井は井戸の意）という地名が付けられたと伝えられている。

### 沿革
- 1634年（寛永11年）ごろ、鬼怒川の掘削が完成したと考えられている。
- 1868年（慶応4年）
  - 6月26日 - 9月3日（旧暦5月7日 - 7月17日） 下総野鎮撫府の管轄となる。
  - 9月23日（旧暦8月8日） 府藩県三治制により、下総知事県の管轄となる。
- 1869年（明治2年）2月23日（旧暦1月13日） 下総知事県に代わり、本格的な行政組織として葛飾県を設置、葛飾県相馬郡板戸井村となる。
- 1871年（明治4年）12月25日（旧暦11月14日） 廃藩置県後の県の統合により、葛飾県が生実県、古河県、佐倉県、関宿県、曾我野県、結城県と合併し、印旛県を設置。印旛県相馬郡赤法花村となる。
- 1873年（明治6年）
  - 5月 大区小区制により、第十四大区六小区となる。また、すぐに再編成で第五大区七小区となる。
  - 6月15日 印旛県が木更津県と合併し、千葉県を設置。千葉県に属する。
- 1875年（明治8年）5月7日 境界変更により千葉県から茨城県に移管。第九大区二小区となる。
- 1878年（明治11年）7月22日 郡区町村制施行。同時に相馬郡が、利根川を境に南相馬郡と北相馬郡に分離し、北相馬郡板戸井村となる。
- 1889年（明治22年）
  - 4月1日 北相馬郡大木村、立沢村、大山新田と合併し、北相馬郡大井沢村大字板戸井となる。
- 1955年（昭和30年） 
  - 1月27日 滝下橋が開通。鬼怒川で東西に分断されていた板戸井地区が約320年ぶりに陸路で結ばれる。また、板戸井の渡船場を廃止。
  - 3月1日 北相馬郡守谷町、大野村、高野村と合併し、北相馬郡守谷町大字板戸井となる。
- 1985年（昭和60年）5月 常総ニュータウン北守谷地区を松前台五～七丁目、薬師台二丁目～七丁目の各一部として分離。
- 2002年（平成14年）2月2日 市制施行により、守谷市板戸井となる。

## 世帯数と人口
2025年（令和7年）5月1日現在の世帯数と人口は以下の通りである。
| 大字   | 世帯数  | 人口    |
| ------ | ------- | ------- |
| 板戸井 | 425世帯 | 1,175人 |

## 交通
首都圏新都市鉄道つくばエクスプレス・関東鉄道常総線守谷駅と新守谷駅を結ぶ路線バス・守谷駅から北守谷公民館までを結ぶ路線バスと、守谷市コミュニティバス「モコバス」が地域内を走っている。
路線バス
地域内には「守谷高校入口」・「北守谷公民館」の2つの停留所がある。
| 系統                             | 主要経由地                                           | 行先       | 運行会社 |
| -------------------------------- | ---------------------------------------------------- | ---------- | -------- |
|                                  | 守谷高校入口・松前台五丁目・立沢公園・久保ケ丘一丁目 | 新守谷駅   | ■関鉄    |
| 深夜                             | 守谷高校入口・松前台五丁目・久保ケ丘・せせらぎの小路 | 小絹中学校 | ■関鉄    |
|                                  | 守谷高校入口・松前台一丁目・薬師台五丁目・守谷市役所 | 守谷駅西口 | ■関鉄    |
| 急行                             | 北守谷公民館・松前台・御所ケ丘・新守谷駅入口         | 守谷駅西口 | ■関鉄    |
| 備考 深夜は23時以降・料金5割増。 |                                                      |            |          |

また、現在は廃止されたが、かつては以下のバス停留所が存在した。
- 馬坂台（現在のモコバス「西三」停留所付近）
- 西板戸井（現在のモコバス「西二」停留所付近）
- 滝下（現在のモコバス「滝下」停留所付近）
- 東板戸井（現在のモコバス「大八洲農協前」停留所付近）
- 大井沢小学校前（現在の「もりや学びの里」前）

モコバス
地域内には「守谷高校前」、「守谷高校入口」、「大八洲（おおやしま）農協前」、「前原」、「西三」、「西二」、「いこいの広場前」、「滝下」の8つの停留所がある。また、当地域内は右回り、左回り共に同じルートである。
| 系統              | 主要経由地                                 | 行先       | 運行会社 |
| ----------------- | ------------------------------------------ | ---------- | -------- |
| Aルート（右・左） | 守谷高校前・前原・滝下・守谷高校前・大野橋 | 守谷駅西口 | ■関鉄    |

## 小・中学校の学区
市立小・中学校に通う場合、学区は以下の通りとなる。
| 番地 | 小学校       | 中学校         |
| ---- | ------------ | -------------- |
| 全域 | 大井沢小学校 | 御所ケ丘中学校 |

## 施設
- 滝下橋
- 北守谷公民館 － 板戸井1977番地2
  - 守谷中央図書館北守谷公民館図書室
  - 障害者福祉センター
- もりや学びの里（アーカススタジオ） － 板戸井2418番地
- 清滝寺 - 板戸井字竹原
- 清滝神社

## 史跡
- 井戸跡
地名の由来となった井戸の跡。滝下橋より300mほど東の水田の一角に井戸の跡が存在する。
- 小屋場の家
鬼怒川掘割工事の時に作業小屋を設けた場所。古くよりその地は民家と変わっており、民家が建てられたことより小屋場の家と称されるようになった。

## 祭事・催事
- お滝さまの祭礼
地域では古くより「お滝さま」と呼ばれる清滝神社で行われていた祭礼。毎年秋の取り入れが終わった十月に行われていた[9]。
- 板戸井の村芝居
「お滝さまの祭礼」で行われていた村芝居。いつから行われるようになったかは明らかではないが、江戸時代には行われていたもので、明治以降も数十年もの間続いた[9]。芝居内容は忠臣蔵の狂言で、「いたで（板戸井）芝居は忠臣蔵よ、帰りがけなら見ておいで」という謡にも歌われるようになっていた[9]。